# Paul Voss (voetballer)
Paul Voss (Eindhoven, 21 april 1988) is een Nederlandse voetballer. Hij kan uit de voeten als middenvelder, rechtervleugelaanvaller en spits.

## Biografie
Voss begon met voetballen bij ESV en werd op tienjarige leeftijd gescout door PSV. Daar doorliep hij, met onder anderen Dirk Marcellis, alle jeugdelftallen en speelde hij in oefenwedstrijden soms mee met het eerste elftal. In het seizoen 2007-2008 kwam hij uit voor Jong PSV en trainde hij regelmatig mee met de selectie van het eerste.  
Aan het einde van het seizoen werd het contract van Voss niet verlengd en vertrok hij naar Club Luik, dat uitkwam in de Belgische Tweede Klasse. Voss verwierf hier nooit een basisplaats en kwam niet verder dan vijf invalbeurten voor hij in de winter verhuurd werd aan KFC Racing Mol-Wezel, dat uitkwam in de Derde Klasse B. Hier kwam hij tot twaalf wedstrijden. Hierop liet hij zijn contact in Luik ontbinden en keerde hij, met een conditieachterstand, terug naar Nederland.
Na mislukte stages bij onder meer Fortuna Sittard, waar hij wel topscorer werd in de voorbereiding, en Emmen sloot Voss op amateurbasis aan bij Fortuna Sittard. Tijdens de eerste seizoenshelft maakte trainer Roger Reijners weinig gebruik van Voss. Nadat tijdens het winterse evaluatiegesprek bleek dat Reijners ook geen rol voor hem zag in de tweede seizoenshelft, besloot Voss op zijn 21e zijn actieve carrière beëindigen en zich te richten op zijn maatschappelijke carrière. Voss sloot zich vervolgens aan bij VV UNA en later Nieuw Woensel.